# Amy Archer-Gilligan
Amy Duggan „Sister” Archer-Gilligan (n. octombrie 1868, Milton Center Historic District⁠(d), Connecticut, SUA – d. 23 aprilie 1962, Middletown⁠(d), Connecticut, SUA) a fost o proprietară de casă de bătrâni⁠(d) și o ucigașă în serie⁠(d) din Windsor⁠(d), Connecticut. Ea a ucis cel puțin cinci persoane prin otrăvire. Una dintre victimele sale a fost al doilea său soț, Michael Gilligan; celelalte au fost rezidenți ai azilului său.
Există posibilitatea ca Archer-Gilligan să fi fost implicată în mai multe decese. Autoritățile au înregistrat 48 de decese în azilul său, „Archer Home for the Elderly and Infirm”.
Cazul a atras o mare atenție publică la vremea respectivă și a fost citat ca sursă de inspirație pentru piesa de teatru Arsenic and Old Lace⁠(d).

## Copilăria și căsătoriile
Amy E. Duggan s-a născut la 31 octombrie 1873, în Milton, Connecticut, fiind al optulea din zece copii ai lui James Duggan și Mary Kennedy. A urmat cursurile Școlii Milton și, în 1890, pe cele ale New Britain Normal School.
Amy Duggan s-a căsătorit cu James Archer în 1897. În decembrie 1897, s-a născut fiica lor, Mary J. Archer. În 1901, soții Archer au devenit pentru prima dată îngrijitori, fiind angajați să aibă grijă de John Seymour, un văduv în vârstă. S-au mutat în locuința acestuia din Newington, Connecticut. Seymour a murit în 1904, iar moștenitorii săi au transformat casa într-un azil pentru bătrâni. Soții Archer au rămas în reședință pentru a oferi îngrijire bătrânilor, contra unei taxe, plătind chirie familiei Seymour. Au gestionat azilul sub numele de Nursing Home for the Elderly, condus de „Sora Amy”.
În 1907, moștenitorii lui Seymour au decis să vândă casa. Soții Archer s-au mutat în Windsor, Connecticut și și-au folosit economiile pentru a achiziționa propria locuință pe Prospect Street, în centrul orașului Windsor. Curând au transformat-o într-o afacere, Casa de Îngrijire Archer pentru Bătrâni și Invalizi.
James Archer a murit în 1910, aparent din cauze naturale. Cauza oficială a decesului său a fost boala lui Bright, un termen generic pentru bolile renale. Cu câteva săptămâni înainte de moartea sa, Amy Archer încheiase o poliță de asigurare pe numele lui. Beneficiile obținute din asigurare i-au permis să continue să administreze Casa de Îngrijire.
În 1913, Amy s-a căsătorit cu Michael W. Gilligan, un văduv cu patru fii adulți. Se spunea despre el că era bogat și interesat atât de Amy, cât și de investiții în Archer Home. Totuși, pe 20 februarie 1914, la doar trei luni după căsătorie, Michael a murit. Cauza oficială a decesului său a fost „criză biliară acută” (mai exact, o formă severă de indigestie). Amy a devenit din nou asigurată financiar, deoarece, în timpul scurtei lor căsnicii, soțul său întocmise un testament prin care îi lăsa întreaga avere. Ulterior, testamentul s-a dovedit a fi un fals, fiind redactat aparent în scrisul de mână al lui Amy Archer-Gilligan.

## Crimele
Între 1907 și 1917, la Archer Home au avut loc 60 de decese. Rudele clienților au început să devină suspicioase, observând numărul mare de morți. Doar 12 rezidenți au murit între 1907 și 1910, însă între 1911 și 1916 numărul deceselor a crescut la 48. Printre victime s-a numărat Franklin R. Andrews, un bărbat aparent sănătos. În dimineața zilei de 29 mai 1914, Andrews făcea grădinărit în casa Archer. Starea sa fizică robustă s-a înrăutățit într-o singură zi și a murit până seara. Cauza oficială a morții a fost ulcerul gastric.
După ce frații lui Andrews (inclusiv Nellie Pierce) au intrat în posesia unor scrisori ale acestuia, au remarcat mențiuni în care Amy Archer-Gilligan îi cerea insistent bani. Clienții lui Amy aveau tendința de a muri la scurt timp după ce îi dădeau o sumă mare de bani.
Pe măsură ce decesele continuau, Nellie Pierce și-a raportat suspiciunile procurorului local, dar acesta a ignorat-o. Așa că ea a dus cazul la ziarul Hartford Courant. Pe 9 mai 1916, a fost publicat primul dintr-o serie de articole despre „Fabrica de crime”. Câteva luni mai târziu, poliția a început să investigheze serios cazul. Ancheta a durat aproape un an.
Corpurile lui Gilligan, Andrews și ale altor trei rezidenți au fost exhumate. Toți cei cinci muriseră din cauza otrăvirii cu arsenic sau stricnină. Comercianții locali au depus mărturie că Amy cumpărase cantități mari de arsenic, pretinzând că îl folosește pentru a „ucide șobolani”. Analiza testamentului lui Gilligan a confirmat că acesta era un fals, scris de Amy.
Potrivit lui M. William Phelps, autorul cărții The Devil's Rooming House, ancheta a arătat inițial că Amy nu a achiziționat tot arsenicul care a cauzat moartea pacienților săi. Ancheta s-a concentrat o vreme asupra doctorului King, întrucât împotriva lui apăreau tot mai multe probe, dar suspiciunile s-au îndreptat din nou către Amy atunci când cineva a sugerat verificarea atentă a tuturor înregistrărilor privind achizițiile de arsenic.
Când au fost găsite dovezi că Amy își trimitea pacienții la farmacie pentru a cumpăra cantități de arsenic, poliția a reușit să o aresteze și să o condamne.

## Procesele
Archer-Gilligan a fost arestată și judecată pentru crimă, inițial sub acuzația a cinci capete de acuzare. În cele din urmă, avocatul ei a reușit să reducă numărul acuzațiilor la o singură crimă, uciderea lui Franklin R. Andrews. Pe 18 iunie 1917, un juriu a găsit-o vinovată, iar ea a fost condamnată la moarte.
Archer-Gilligan a contestat sentința și a obținut un nou proces în 1919. La acest proces, ea s-a prefăcut nebună. Mary Archer a mărturisit că mama sa era dependentă de morfina. Archer-Gilligan a fost găsită din nou vinovată de crimă, însă de această dată a fost condamnată doar la închisoare pe viață.

## Moartea
În 1924, Archer-Gilligan a fost declarată temporar nebună și a fost transferată la Spitalul pentru Bolnavi Mintali din Connecticut, în Middletown, unde a rămas până la moartea sa, pe 23 aprilie 1962.